# Zahira Abdelkader
Pour les articles homonymes, voir Abdelkader.
Zahira Abdelkader, née le 9 juillet 1991, est une karatéka algérienne.

## Biographie
Zahira Abdelkader remporte aux Jeux africains de 2011 à Maputo la médaille de bronze en kumite dans la catégorie des moins de 68 kg et la médaille de bronze par équipes.
Elle est aussi médaillée d'argent dans la catégorie des moins de 68 kg aux Jeux panarabes de 2011 à Doha et médaillée de bronze dans la même catégorie aux Jeux de la solidarité islamique de 2013 à Palembang.